# Fujiwara no Ishi
Fujiwara no Ishi, född 999, död 1036, var en kejsarinna, gift med kejsar Go-Ichijō. 
Hon var dotter till regenten Fujiwara no Michinaga. Hon mottog undervisning av sin bror Yorimichi för en framtida roll som kejsarinna. År 1018 gifte hon sig  vid nitton års ålder med sin tio år gamla systerson kejsar Go-Ichijō, och fick titeln Chugu (kejsarinna). Hon var en del av regenten Fujiwara no Michinaga framgångsrika äktenskapspolitik, genom vilken han vävde in sin familj med kejsarfamiljen. Hon var den tredje av hans döttrar att bli kejsarinna: hennes syster Shoshi var hennes svärmor och storänkekejsarinna; hennes syster Kenshi var änkekejsarinna efter den förre kejsaren, och hennes syster Kishi var kronprinsessa.
Ishi sägs ha varit generad över att ha ingått ett äktenskap med sin systerson, som dessutom var nio år yngre än henne. Äktenskapet hade dock arrangerats av politiska och statusmässiga skäl, och hon förväntades främst uppfylla en ceremoniell roll. Därför ska även hennes bröder ha blivit förvånade över att kejsaren valde att fullborda äktenskapet, och att paret fick inte bara ett utan två barn, båda döttrar. Paret dock båda två samma år. 